# Šurianky
Šurianky é um município da Eslováquia, situado no distrito de Nitra, na região de Nitra. Tem 10,4 km² de área e sua população em 2018 foi estimada em 585 habitantes.

## Demografia
| Ano:        | 1994 | 2004   | 2014   | 2024   |
| ----------- | ---- | ------ | ------ | ------ |
| Broj ljudi: | 537  | 569    | 598    | 572    |
| Razlika:    |      | +5,95% | +5,09% | -4,34% |

| Ano:               | 2023 | 2024   |
| ------------------ | ---- | ------ |
| Número de pessoas: | 585  | 572    |
| Diferença:         |      | -2,22% |